# Metod Dragonja
Metod Dragonja (ur. 22 sierpnia 1954 w Lublanie) – słoweński menedżer i polityk, były dyrektor generalny i prezes zarządu koncernu Lek, parlamentarzysta, minister spraw gospodarczych (1997–1999) oraz infrastruktury i zagospodarowania przestrzennego (2014).

## Życiorys
W 1978 został absolwentem ekonomii na Uniwersytecie Lublańskim. Rozpoczął pracę w koncernie farmaceutycznym Lek, początkowo kierował w nim działem finansowym, a od 1988 do 1996 był dyrektorem generalnym przedsiębiorstwa. W latach 1999–2005 pełnił funkcję prezesa jego zarządu. Odegrał istotną rolę w przejęciu Leku przez Novartis.
W kadencji 1996–2000 (poza okresem kierowania resortem) zasiadał w Zgromadzeniu Państwowym z listy Liberalnej Demokracji Słowenii. Od lutego 1996 do kwietnia 1999 był ministrem spraw gospodarczych w trzecim rządzie Janeza Drnovška. Od 2005 do 2007 kierował przedstawicielstwem firmy Sandoz w Moskwie, potem do 2013 zajmował analogiczne stanowisko w instytucji finansowej Nova Ljubljanska banka. W lutym 2014 powołany na stanowisko ministra rozwoju gospodarczego i technologii w rządzie Alenki Bratušek z rekomendacji Pozytywnej Słowenii, zajmował je do końca kadencji we wrześniu 2014. Następnie był sekretarzem stanu w resorcie finansów podczas rządów Mira Cerara i Marjana Šarca (2014–2016, 2018–2020). Wszedł w skład władz Partii Alenki Bratušek.

## Życie prywatne
Żonaty, ma dwie córki. Wyróżniany nagrodami branżowymi. W 2004, za wybitne zasługi w rozwijaniu polsko-słoweńskiej współpracy gospodarczej, odznaczony Krzyżem Oficerskim Orderu Zasługi Rzeczypospolitej Polskiej.